# Nusret Fişek
 (décembre 2024).
Si vous disposez d'ouvrages ou d'articles de référence ou si vous connaissez des sites web de qualité traitant du thème abordé ici, merci de compléter l'article en donnant les références utiles à sa vérifiabilité et en les liant à la section « Notes et références ».
Hasan Nusret Fişek (21 novembre 1914 à Sivas, Empire ottoman - 3 novembre 1990 à Ankara, Turquie) était un médecin turc et ministre de la Santé. 

## Biographie

### Enfance et formation
Nusret Hasan Fişek est né à Sivas de Hayrullah Fişek, commandant de la guerre d'indépendance turque, et de Mukaddes le 21 novembre 1914. Il avait un frère, A. Hicri Fişek, avec qui il aura travaillé à la modernisation des politiques sociales et administratives.
Après avoir terminé le lycée de Kabataş en 1932, il a étudié la médecine à l'Université d'Istanbul. En 1938, il obtient son diplôme avec mention. Il a commencé ses études de spécialisation en bactériologie dans la même université. En 1946, il devient spécialiste en biomédecine et en chimie alimentaire ( Biochimie ). Fişek a obtenu un doctorat en médecine de l'Université de Harvard en 1952. 

### Carrière
En 1955, Nusret Fişek devient professeur assistant de biochimie. Il a été promu professeur titulaire de santé publique en 1966. Il a acquis un succès international grâce à ses travaux scientifiques sur l'anatoxine tétanique. Il a créé des laboratoires de biochimie et a contribué à leur amélioration. 
En 1960, toujours à la tête de l'École de santé publique, il est nommé sous-secrétaire au ministère de la Santé,  et occupe ce poste jusqu'en 1965. Durant cette période, il a également joué le rôle de ministre par intérim pendant un certain temps. En 1963, Nusret Fişek a pris le poste de directeur du nouvel Institut de médecine communautaire de l'Université Hacettepe à Ankara.
À partir de 1983, Nusret Fişek a été pendant six ans président de l'Union des médecins de Turquie.  
Il était membre de nombreuses organisations professionnelles au niveau national et international. Il est l'auteur de nombreuses publications scientifiques également en langues étrangères. 

### Vie de famille
Nusret Fişek a épousé Perihan Rukiye en 1940 (décédé en 2007),   qui a donné naissance à deux fils, Kurthan (1942-2012),  et A. Gürhan (1951-2017).  

### Mort
Nusret Hasan Fişek est décédé à Ankara le 3 novembre 1990. Il a été enterré au cimetière de Cebeci Asri à Ankara. 

## Distinctions
- Prix du 150e anniversaire de l'Université du Michigan pour ses travaux sur la démographie ,
- Membre du Collège royal des médecins (FRCP) pour ses travaux sur la socialisation de la santé.
- TUBİTAK Bilim ve Hizmet Ödülü (1993) par le Conseil de recherche scientifique et technologique de Turquie pour ses travaux sur la démographie et la socialisation de la santé.

## Héritage

### Récompenses portant son nom
- La Chambre des médecins d'Istanbul a créé le « Prix de promotion du service de santé publique Prof. Dr. Nusret H. Fişek » en son honneur. Il est décerné chaque année à des personnes ou à des organisations qui ont contribué au service de santé publique de base.
- L'Association médicale turque a créé les « Prix du Prof. Dr. Nusret H. Fişek pour la science et le service de la santé publique » depuis 1991.

### Lieux portant son nom

#### Écoles
- Un lycée professionnel à Ankara pour les sciences de la santé
- Un centre d'études à Ankara

#### Avenues
- Adiyaman, Tut İlçesi, Reşadiye Mah. (depuis 1970, le seul non posthume)
- Ankara, Sihhiye
- Adana, Seyhan
- Tekirdağ, Çorlu, Muhittin Mah.

#### Rues
- Izmir, Alsancak
- Denizli, Saltak
- Eskişehir, Odunpazarı, Batıkent

#### Centres de santé
- Ankara, Çankaya, Yildiz
- Izmir, Balçova, Onur Mah.
- Izmir, Balçova, Evka-1
- Manisa, Salihli

#### Parcs
- Ankara, Batikent

#### Bustes
- Ankara, Université Hacettepe (sur deux salles)